# Quinta Avenida
A Quinta Avenida (em inglês:  Fifth Avenue ou 5th Avenue) é uma avenida localizada de Manhattan, em Nova Iorque, nos Estados Unidos. Vai desde a rua Norte da praça Washington Square Park/Waverly Place (6th Street) em Midtown até a 143rd Street/Harlen River Drive, Harlem e devido às propriedades caras de particulares e mansões históricas que possui em toda a sua extensão, é um símbolo de riqueza de Nova Iorque. É uma das melhores ruas para fazer compras no mundo, e também uma das mais caras ruas do planeta. Foi fundada por Joseph Winston Herbert Hopkins, e é a avenida que separa as ruas do leste e do oeste de Manhattan, bem como o ponto número zero para os números das ruas (que aumentam em ambas as direções quando se afasta da Quinta Avenida).
É uma avenida de apenas um sentido e é também alvo do trânsito da Downtown de Manhattan. É referida algumas vezes como a Fashion Ave (Avenida da Moda), embora a verdadeira Fashion Ave seja a 7th Avenue. Estende-se desde o lado norte do Washington Square Park, atravessando a Midtown, o Upper East Side e Harlem. Até ao início da década de 1960, a Quinta Avenida suportava tráfego de automóveis em ambos os sentidos, mas actualmente apenas tem dois sentidos a norte da 135th Street.

## História

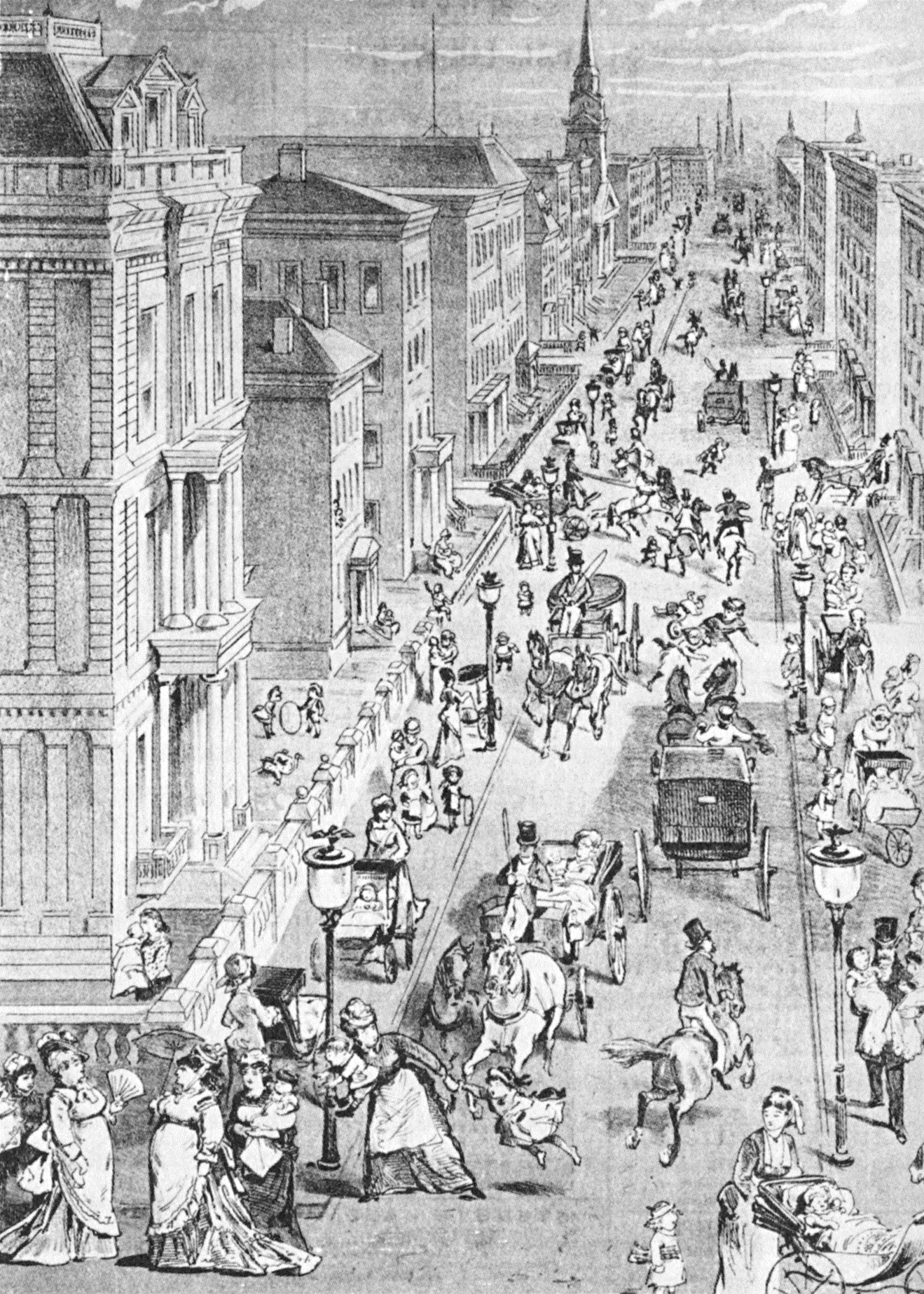
A 5th Avenue em 1878.

Originalmente uma rua mais curta, grande parte da Quinta Avenida a sul do Central Park foi alargada em 1908 para suportar o tráfego cada vez maior. Os blocos de Midtown, agora comercialmente famosos, eram um local residencial até à mudança do século XX.
A Quinta Avenida é o cenário central no romance The Age of Innocence (A Idade da Inocência) (1920) de Edith Wharton, que descreve a elite social de Nova Iorque da época de 1870 e fornece um contexto histórico da Quinta Avenida e das famílias aristocratas de Nova Iorque.
Depois de se naturalizar nos Estados Unidos da América, Nikola Tesla instalou o seu laboratório na Fifth Avenue 35 Sul em 1891.[carece de fontes?]

## Pontos notáveis
Muitos locais notáveis e edifícios famosos estão situados ao longo da Quinta Avenida, desde Midtown até ao Upper East Side. Em Midtown encontra-se o Empire State Building, a Biblioteca Pública de Nova Iorque, o Rockefeller Center e a Catedral de St. Patrick. O troço da Quinta Avenida da década de 1980 e da década de 1990 (da Rua 82 à Rua 105) tem uma quantidade suficiente de museus para ter adquirido a alcunha de Museum Mile (Troço de Museus), e inclui museus como o Metropolitan Museum of Art e o Museu Solomon R. Guggenheim. Essa área era conhecida no começo do século XX como a Millionaire’s Row (Linha dos Milionários) depois de os nova iorquinos mais ricos construírem lá as suas mansões com vista para o Central Park.
Entre a 60th Street e a 34th Street, a Quinta Avenida é uma zona de compras popular, com várias lojas de luxo.
Entre a 58th Street e a 59th street, este encontra-se o cubo de vidro da Apple Inc. que serve de entrada para a loja principal da Apple completamente subterrânea.[carece de fontes?]

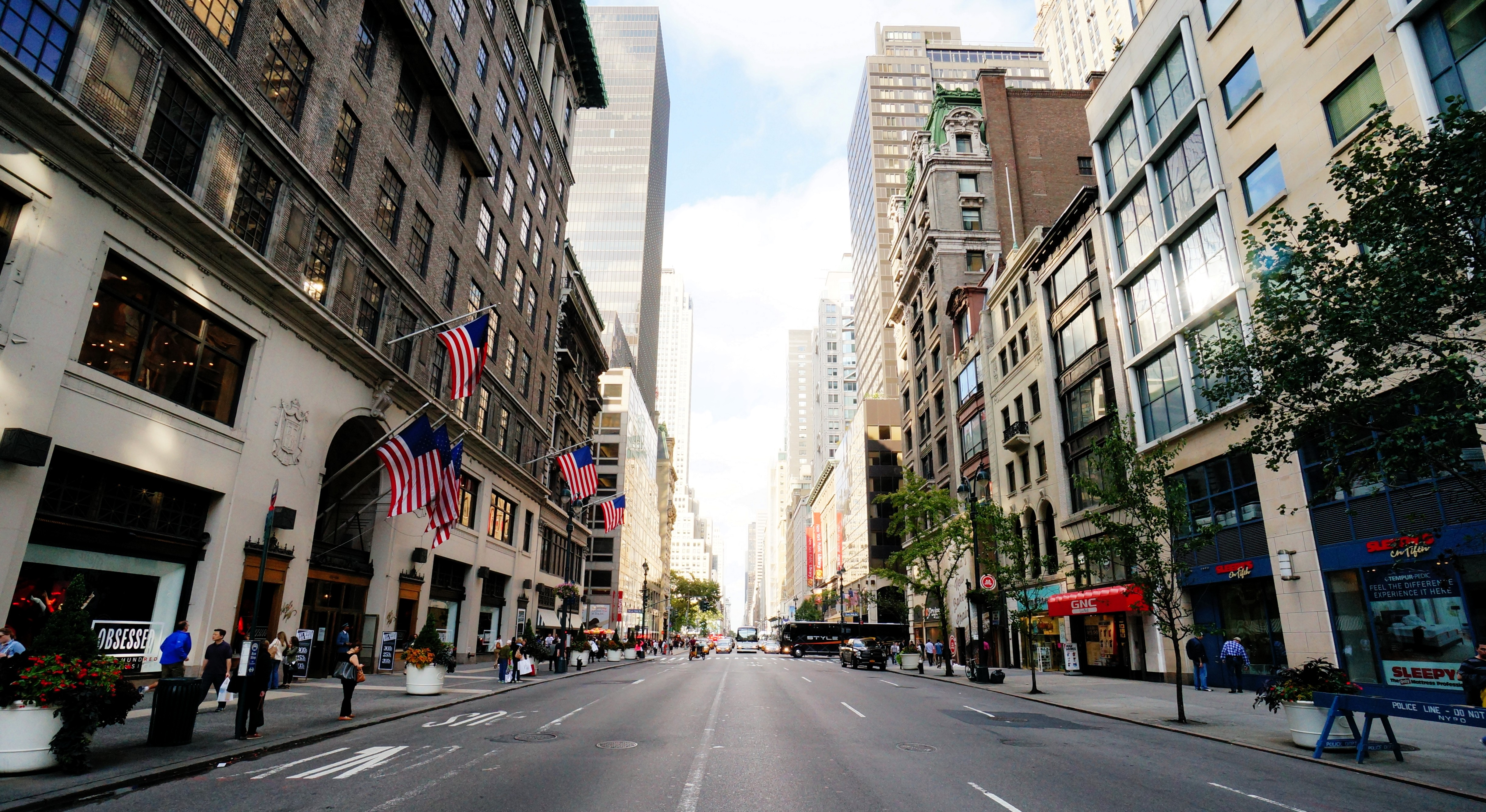
Quinta Avenida
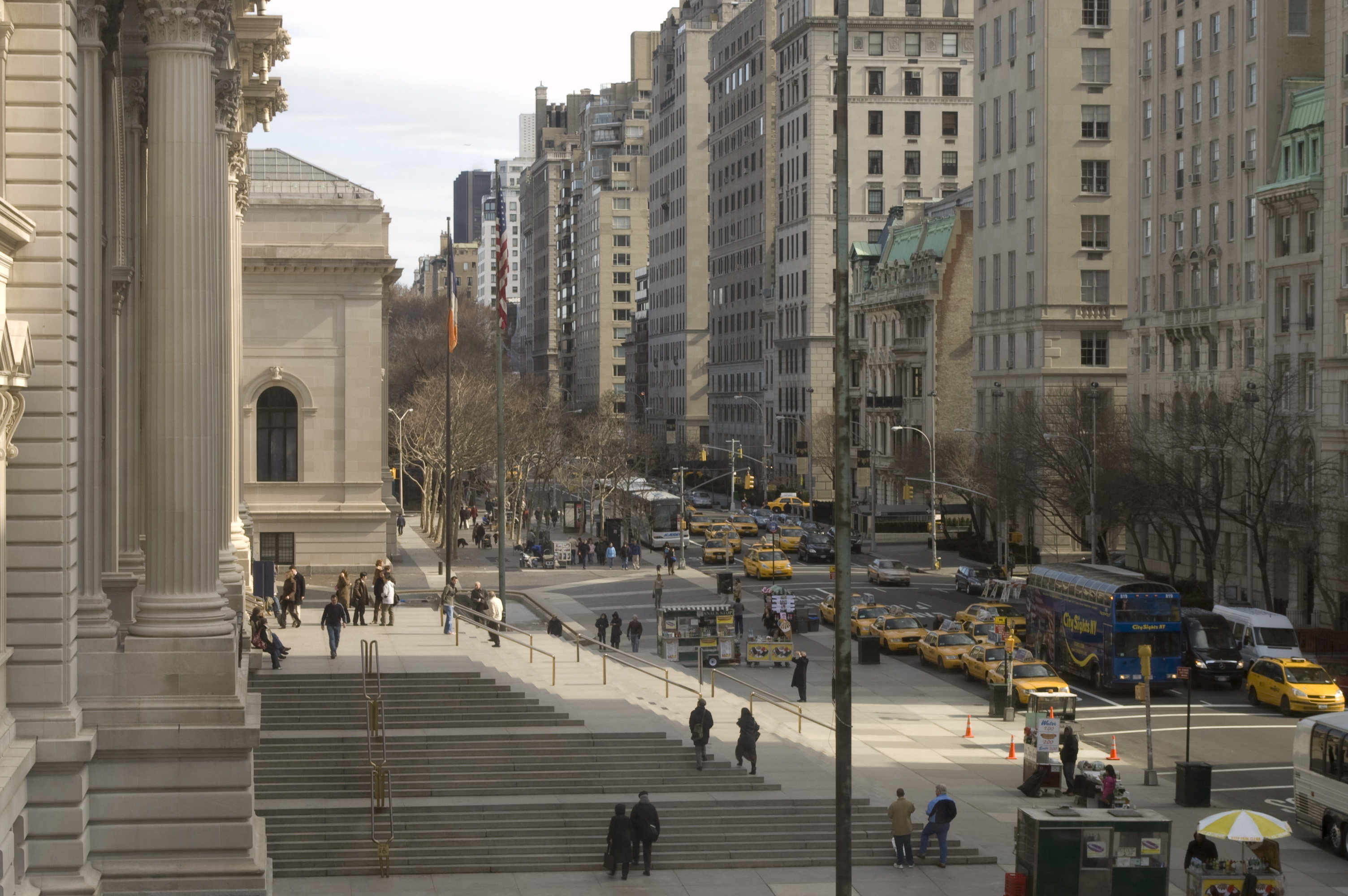
A Quinta Avenida vista do Metropolitan

## Caminho de procissões
A Quinta Avenida é também um caminho tradicional por onde costumam passar muitas procissões em Nova Iorque. Assim, é fechada ao trânsito em muitos domingos quando está calor.[carece de fontes?]

## Bicicletas
É possível andar de bicicleta na Quinta Avenida em segurança desde a 23rd Street até ao Central Park, ou de forma mais arriscada por entre o trânsito de Midtown.